# إفطار متأخر
إفطار متأخر، هو وجبة ممزوجة من الفطور والغداء يتم تناولها عادةً خلال ساعات الصباح المتأخرة وحتى وقت مبكر من بعد الظهيرة، ويتم تقديمها بشكل عام من الساعة 10 صباحًا حتى الساعة 2 مساءً، وتحتوي غالباً على بعض أنواع المشروبات الكحولية (عادةً ما يكون شامبانيا أو كوكتيلًا) يتم تقديمه معه. الفكرة نشأت في إنجلترا في أواخر القرن التاسع عشر وأصبحت شائعة في الولايات المتحدة في الثلاثينيات.

## التسمية في اللغة العربية
مؤلف قاموس المورد منير البعلبكي ترجم كلمة (بالإنجليزية: Brunch) إلي الفَطَرْغَد ووصفها بأنها «وجبة طعام نصف صباحية تقوم مقام الفطور والغداء معاً [فَطور+غداء]».

## الفنادق والجامعات
يقدم الإفطار المتاخر في بعض الكليات والفنادق. غالبًا ما تكون عبارة عن مقاصف بنظام الخدمة الذاتية، وقد يتم توفير الوجبات التي يتم طلبها من قائمة طعام بدلاً من المقصف أو معها. عادةً ما تتضمن الوجبة أطعمة الإفطار المعتادة مثل البيض والنقانق وباكون وهام والفواكه والمعجنات وبان كيك ووافل وما شابه.

## العسكرية
في كل من الولايات المتحدة وكندا والمملكة المتحدة يقدم الإفطار المتأخر للعسكريين في عطلة نهاية الأسبوع بمرافق الطعام. وتتوفر خيارات الإفطار والغداء من الساعة 09:00 صباحاً وحتى الساعة 13:00 صباحًا (على الرغم من اختلاف الأوقات).

## معرض صور

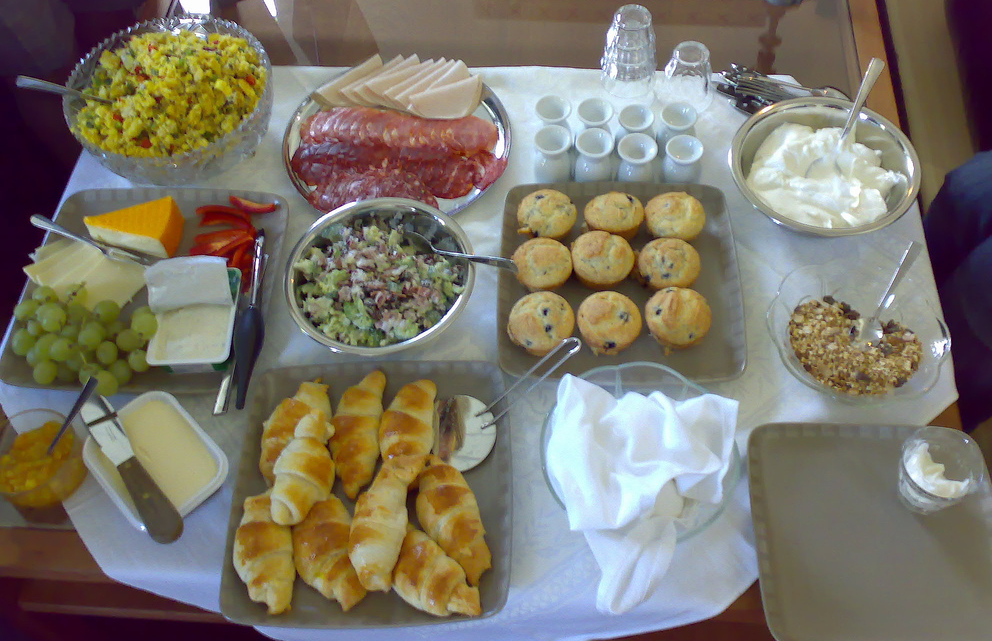
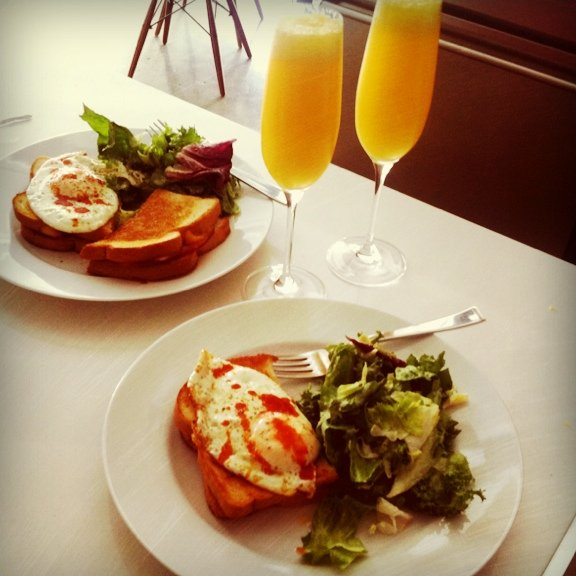
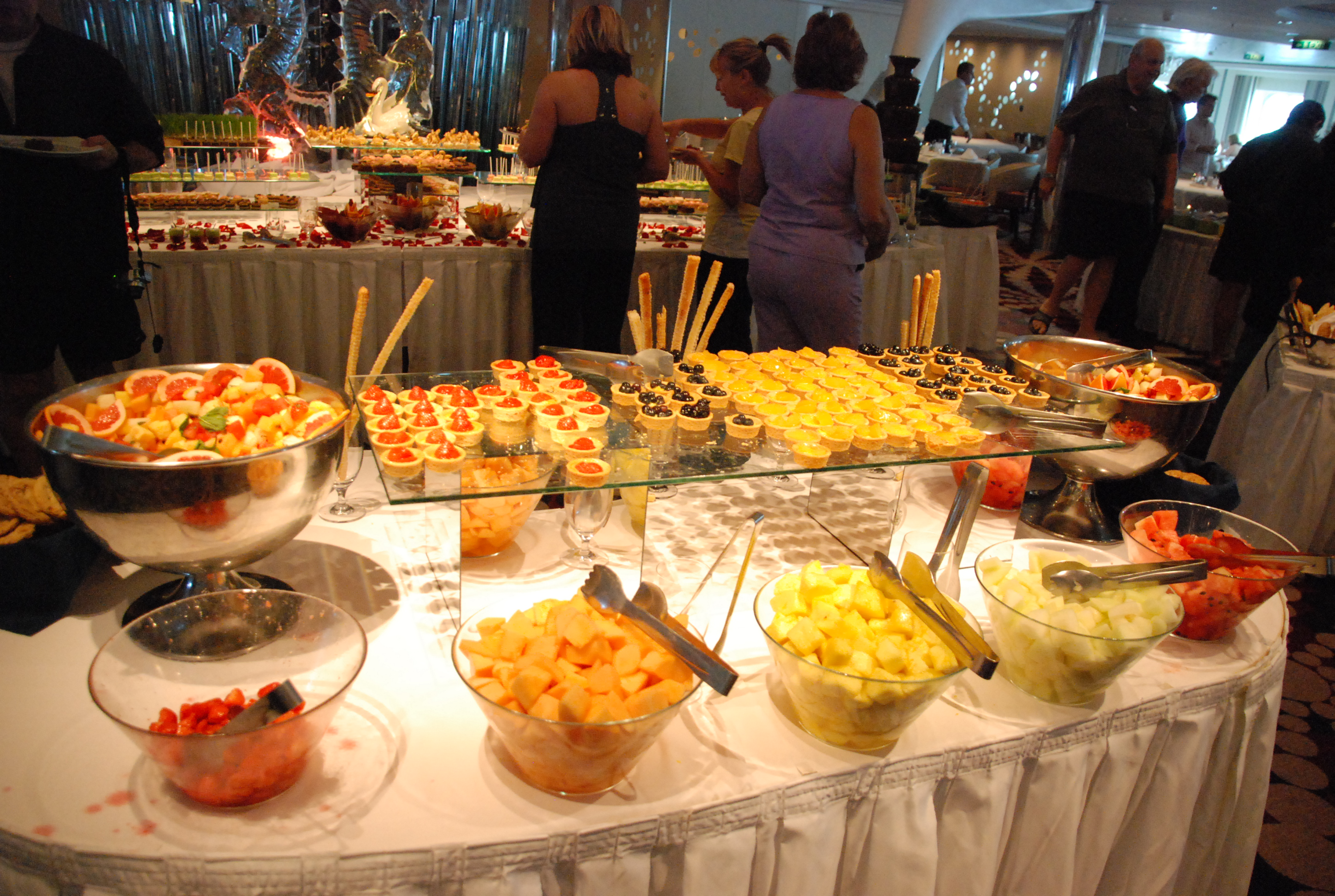
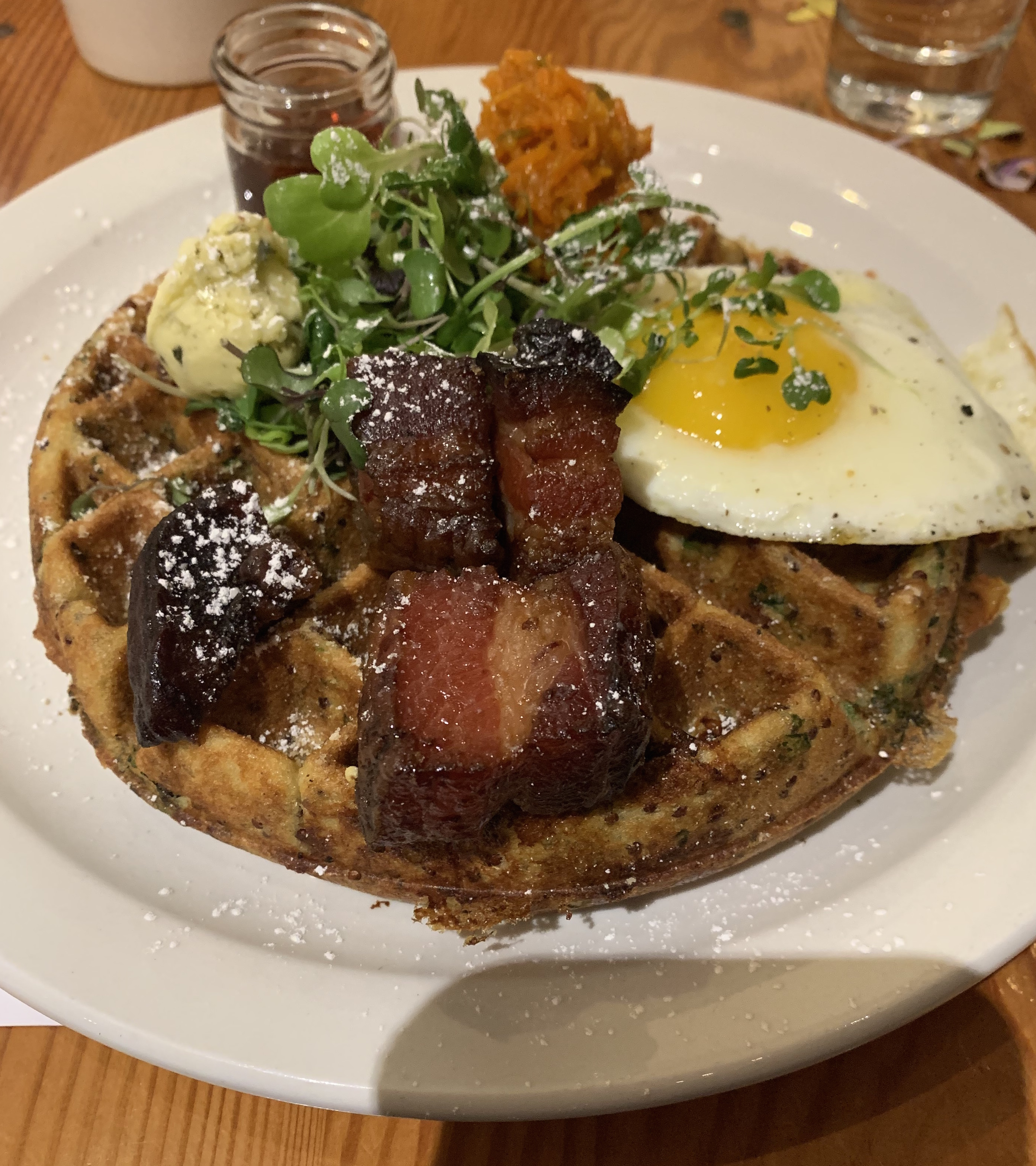